# راک پورت (میزوری)
راک پورت (به انگلیسی: Rock Port) مرکز شهرستان اچیسون در ایالت میزوری است.

## تاریخچه

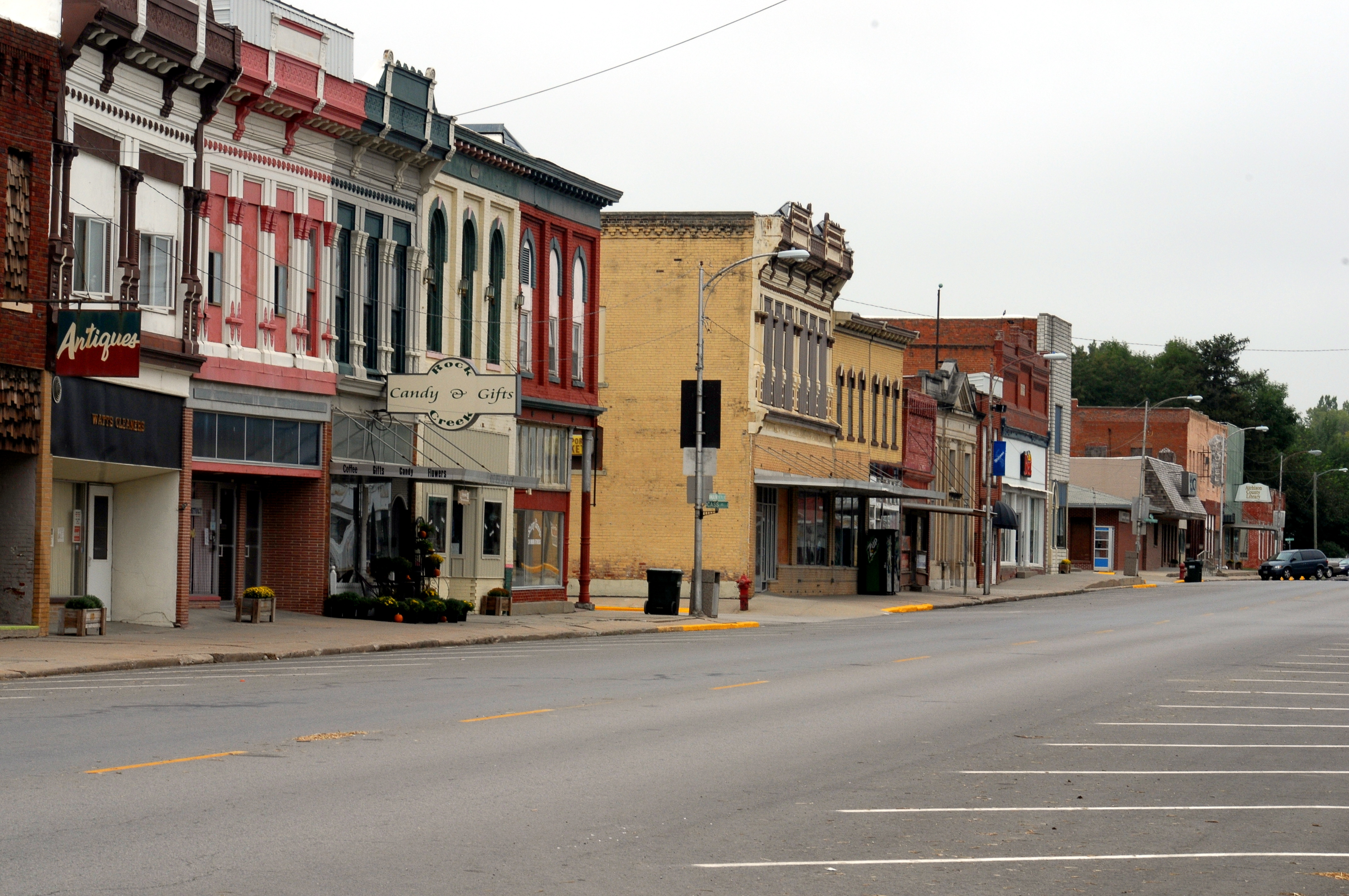
مرکز شهر راک پورت در سال ۲۰۱۰

راک پورت در سال ۱۸۵۱ تأسیس شد. شهر در هشت مایلی شرقی از رود میزوری قرار دارد. نام خود را از جویبار راک کریک، که از آن عبور می کند گرفته است. در ابتدا به نام لیندن بود.

شهر اصلی در میان ایالت است، اما یک منطقه اضافی ساخته شده است که مرکز توقف کامیون‌های در حال سفر است. متل‌ها، غرفه‌های فست فود و آتش‌نشانی در امتداد آن، با وجود اندازه کوچک شهر تعداد زیادی بازدیدکننده روزانه داشت.

شهر راک پورت تا حد زیادی به انرژی خود متکی است. در آوریل ۲۰۰۸، راک پورت مدعی نخستین شهر در ایالات متحده بود که برق آن ۱۰۰ درصد تولید توان بادی است. راک پورت سالانه حدود ۱۳ میلیون کیلو وات ساعت برق مصرف می کند. توان برقی آن توسط مزرعه باد لوس هیلز تولید می‌شود. مزرعه چهار توربین بادی ۱٫۲۵ مگاوات سوزلونی دارد.

## جغرافیا
راک پورت در مختصات ۴۰°۲۴′۴۴″ شمالی ۹۵°۳۱′۱۱″ غربی / ۴۰٫۴۱۲۲۲°شمالی ۹۵٫۵۱۹۷۲°غربی قرار دارد و بر اساس اداره آمار ایالات متحده آمریکا دارای ۷٫۱۷ کیلومترمربع مساحت می‌باشد.

## جمعیت
بر اساس سرشماری سال ۲۰۱۰ ۱٬۳۱۸ نفر، ۵۸۸ خانوار و ۳۵۶ خانواده در شهر ساکن بودند. تراکم جمعیت ۴۷۵٫۸ ساکن در هر مایل مربع ( ۱۸۳٫۷ در عر کیلومترمربع) بود. ۶۶۷ واحد مسکونی با متوسط تراکم ۲۴۰٫۸ در هر مایل مربع (۹۳٫۰ واحد در عر کیلومترمربع) وجود داشت. آرایش نژادی این شهر ۹۸٫۲٪ سفید، ۰٫۳٪ بومی آمریکایی، ۰٫۱٪ از نژادهای دیگر و ۱٫۴٪ از دو یا چند نژاد بود.

## افراد مشهور
- مایکل جی برگ (زاده ۱۹۶۸)- بازیگر
- هاردین کاگس (زاده ۱۹۲۸) - سیاست‌مدار و بازرگان
- لورن بوتنر - خداشناس پروتستان آمریکایی